# Boris Pietuchow
Boris Fiodorowicz Pietuchow (ros. Борис Фёдорович Петухов, ur. 13 grudnia 1913 w stanicy Kawkazkaja w Obwodzie Wojska Dońskiego, zm. 13 maja 1979 w Moskwie) – radziecki polityk, wiceminister, I sekretarz Komitetu Obwodowego KPZR w Kirowie (1961-1971).
W 1936 ukończył studia w Instytucie Inżynierii Rolniczej w Rostowie, kandydat nauk ekonomicznych. 1936-1950 zastępca kierownika warsztatu, szef biura technicznego i zastępca głównego inżyniera w fabrykach w Rostowie, Taszkencie, Woroneżu i Armawirze, od 1940 działacz WKP(b). 1950-1952 I sekretarz komitetu rejonowego WKP(b)/KPZR, 1950-1951 I sekretarz Komitetu Miejskiego WKP(b) w Armawirze, 1951-1952 I zastępca przewodniczącego Komitetu Wykonawczego Krasnodarskiej Krajowej Rady. Od października 1952 do lutego 1954 II sekretarz Krasnodarskiego Krajowego Komitetu KPZR, od lutego 1954 do kwietnia 1960 przewodniczący Komitetu Wykonawczego Rady Kraju Krasnodarskiego, od 1960 do lutego 1961 II sekretarz Północno-Osetyjskiego Obwodowego Komitetu KPZR. Od 14 lutego 1961 do lutego 1971 I sekretarz Komitetu Obwodowego KPZR (od 11 stycznia 1963 do 14 grudnia 1964: Wiejskiego Komitetu Obwodowego KPZR) w Kirowie. Od 31 października 1961 do 30 marca 1971 zastępca członka KC KPZR, 1971-1978 zastępca ministra inżynierii traktorowej i rolniczej ZSRR ds. zagadnień handlu zagranicznego, następnie na emeryturze. Deputowany do Rady Najwyższej ZSRR od 4 do 8 kadencji.